# Doppio Borgato

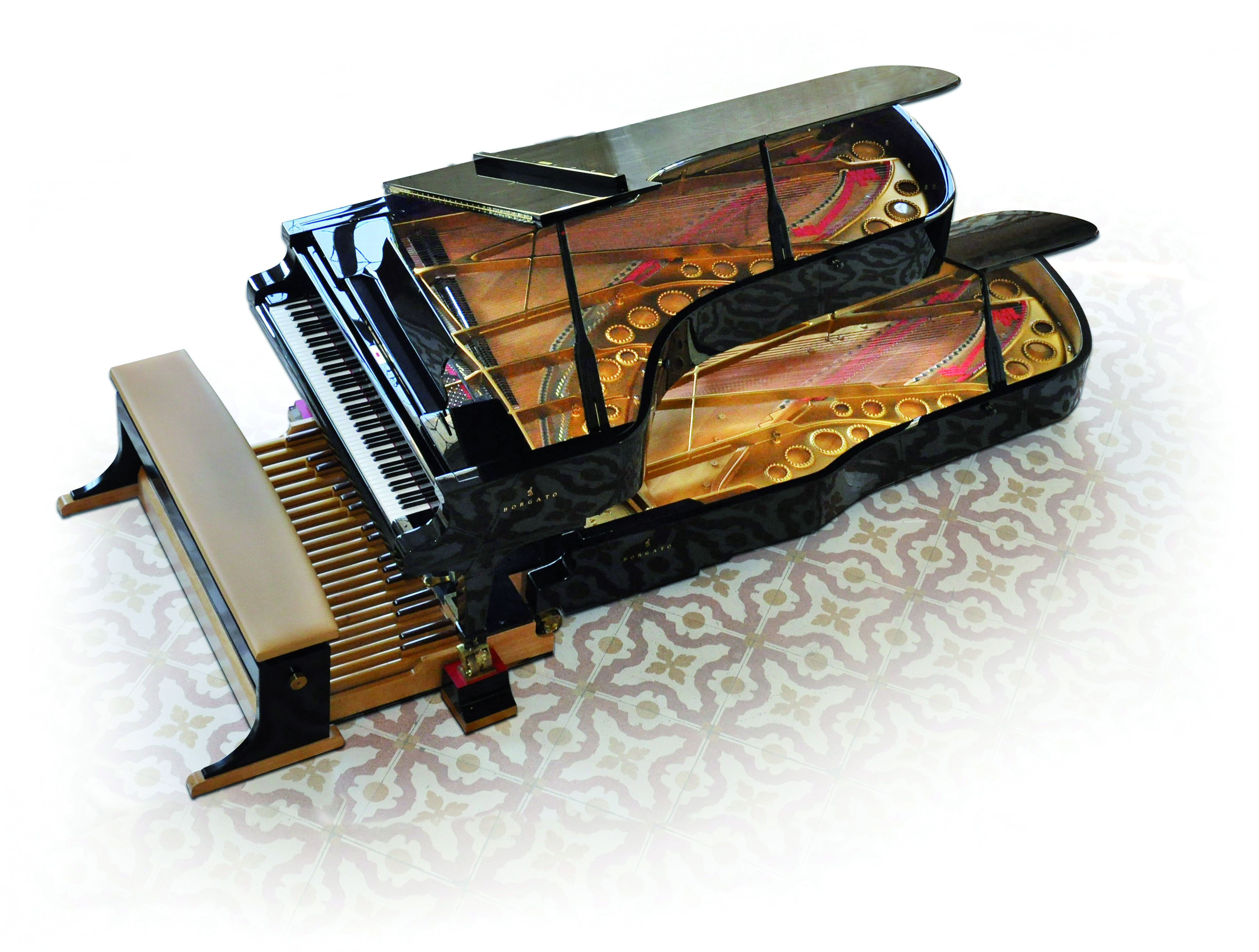
Doppio Borgato

O Doppio Borgato é um tipo particular de piano. É composto por dois pianos de cauda de concerto sobrepostos, um dos quais é operado por um teclado tradicional e o outro por um pedal com 37 pedais, semelhante ao do órgão.
Projetado e construído por Luigi Borgato, foi patenteado em 2000.

## Composições para Doppio Borgato
Especialmente para o Double Borgato foram compostos os seguintes:
- Cristian Carrara
  - "Magnificat, Meditation" piano com pedal e orquestra (2011)
- Giuseppe Lupis
  - Gounod-Lupis "Marchas fúnebres de uma marionete" (2011)
- Nimrod Borenstein
  - "Fireworks" Op. 57 para piano com pedal (2011)
  - Grieg-Borenstein Arranjo "No salão do rei da montanha" para piano com pedal (2011)
- Michael Glenn Williams
  - "Dica Tap" (2011)
- Ennio Morricone (1928-2020)
  - "Quarto Studio Bis" (2011)
- Andrea Morricone (1964-)
  - "Homenagem a JSB" (2011)
- Franco Oppo (1935-)
  - "Freu dich sehr o meine Seele" (2000)
- Fabrizio Marchionni (1976-)
  - "S'Indàssa" (2000)
- Carlos Magno Palestina (1945 ou 1947)
  - Composições para piano de pedal(2005)
- Jean Guillou (1930-)
  - "Epitases" (2001)

## Outros projetos
- Wikimedia Commons contêm imagens e arquivos sobre Doppio Borgato